# Alix Payen
Alix Payen, nascida Milliet, (Le Mans, 18 de maio de 1842 - Paris, 24 de dezembro de 1903), foi uma enfermeira da  Communard francesa. Ela é conhecida pela correspondência que manteve com sua família, publicada após sua morte.
Vindo de uma família burguesa, republicana e fourierista, Alix Payen cresceu na Sabóia exilada do regime de Napoleão III. Ela se estabeleceu em 1861 no 10.º arrondissement de Paris, depois de se casar aos dezenove anos com Henri Payen, um sargento da Guarda Nacional.
Perdida a guerra de 1870 contra a Alemanha, a Guarda Nacional participou da insurreição da Comuna de Paris e sofreu um cerco do exército regular, conhecido como versaillaise. Enquanto seu marido vai lutar ao lado dos insurgentes, Alix Payen o segue. Ela se alistou como paramédica no 153.º Batalhão da XI Legião. Durante um mês, de abril a maio de 1871, ela esteve presente em Fort d'Issy, Fort Vanves, nas trincheiras de Clamart, em Levallois e depois em Neuilly. Com o marido ferido e com tétano, ela se retirou para Paris no final de maio para cuidar dele. Ele morreu durante os últimos dias da Comuna. Ela consegue escapar da repressão de Versalhes.
Durante seu trabalho, Alix Payen mantém correspondência regular com sua família. Com olhar burguês, ela descreve as condições difíceis, a falta de alimentos ou equipamentos. Ela relata os confrontos, bem como a vida dentro de seu batalhão. Em Paris intra muros, sua mãe e irmã testemunham sobre sua vida diária sob a Comuna. As suas cartas, raro testemunho contemporâneo, dão conta da participação das mulheres nas lutas e do lugar que aí ocuparam, ambíguas entre a superação de um espaço reservado aos homens e a aceitação da dominação masculina, por deveres impostos à esposa que segue seu marido.
Depois da Comuna, sem fortuna, Alix Payen volta a morar com seus pais em Paris. Ela tenta viver sozinha de pequenas obras de arte, antes de conhecer um segundo, mas breve, casamento em 1880. Ela passa os últimos trinta anos de sua vida com sua família, reunida com a Colônia, um falanstério fourierista localizado na floresta de Rambouillet. Ela morreu em 1903, aos 61 anos.
Após sua morte, sua correspondência foi publicada em 1910 por seu irmão Paul Milliet, em uma biografia de família nos Cahiers de la Quinzaine dirigida por Charles Péguy, depois em 2020 numa obra dedicada a ele por Michèle Audin.

## Biografia

### Família
Alix Payen nasceu Louise Alix Milliet em 1842 em Le Mans, no departamento de Sarthe. Ela é filha de Louise de Tucé, de família aristocrática e abastada de Le Mans, e de Félix Milliet, um anuitant menos afortunado do Drôme, que, logo após o nascimento da filha, renunciou ao exército para viver com sua família.
Teve dois irmãos, Fernand (1840-1885), soldado enviado à Argélia e México, e Paul (1844-1918), pintor e biógrafo da família, além de duas irmãs. A primeira, batizada de Jeanne (1848-1854), morreu na infância, e a segunda, Louise (1854-1929), era artista. A família morava em Le Mans, em uma casa que construíram perto da família Tucé.

### Exílio político em Sabóia
Os republicanos, Félix e Louise Milliet, seguem os preceitos do socialista utópico Charles Fourier. Félix Milliet desenvolveu um socialismo "à sua medida", no qual permaneceu burguês e se opôs à luta de classes. Expressou as suas ideias em canções que publicou e foi eleito capitão da Guarda Nacional de Le Mans.
Perseguido como todos os republicanos de Sarthe, Félix Milliet fugiu, com sua esposa e filhos, do golpe de estado de 2 de dezembro de 1851 de Luís Napoleão Bonaparte. Eles vendem suas propriedades e confiam a filha mais nova, Jeanne, à avó. Estabelecem-se em Genebra, na Suíça, depois fogem novamente, para a montanhosa cidade de Samoëns, localizada no reino da Sardenha. Em um princípio fourierista, as meninas seguem a mesma educação que seus irmãos, vão à escola e às aulas de instrução religiosa. Assim, Alix Milliet vai à escola com as Irmãs. Ela fez sua primeira comunhão em Samoëns em 2 de abril de 1854, antes de a família se mudar novamente, desta vez para Bonneville, onde a educação oferecida foi considerada mais completa1. Sua irmã mais nova, Jeanne, a caçula, que sua mãe Louise trouxe recentemente entre eles, morreu na queda de uma doença não identificada. Os Millietes planejam por um tempo ingressar no falanstério La Réunion, fundado em 1855 do outro lado do Atlântico, no Texas, por Victor Considerant.
No final da década, a família Milliet voltou para Genebra, onde foram autorizados a permanecer. Em 24 de setembro de 1861, Alix Milliet casou-se com Henri Payen (1836-1871), filho de Adolphe Payen, um joalheiro parisiense. Ela o conhece por meio de sua amiga de infância Suzanne Reynaud (filha do relojoeiro-joalheiro Paul Alexandre Reynaud), que se casou com Alphonse Glatou, parente de Henri e designer da fábrica Adolphe Payen. Foi enquanto seguia seu amigo a Genebra que Henri Payen conheceu sua futura esposa. Eles se casam em Genebra, na prefeitura e na igreja. Ela tinha 19 anos na época, ele 25.

### Vida em Paris
Alix e Henri Payen partiram para Paris e se estabeleceram no 10.º arrondissement. Em dez anos, eles se mudam três vezes. Ainda perto do Château-d'Eau, eles foram domiciliados, pelo menos até 1863, no nº 1 do boulevard de Strasbourg, depois em 1865 no boulevard de Magenta e, finalmente, em 1870 na rua Martel.
Com o marido, Alix Payen mora sozinha, longe da família, mas mantém contato próximo com a mãe, com quem visita e com quem se corresponde. Algum tempo depois, valendo-se de uma anistia geral pronunciada em 1859, a família Milliet retornou à França e também fixou residência em Paris, no boulevar Saint-Michel.Também participa da vida da Colônia, uma comunidade Fourierista estabelecida em Condé-sur-Vesgre em Seine-et-Oise, na floresta de Rambouillet. A mãe de Louise Milliet torna-se administradora.
Trabalhador-artesão joalheiro1, Henri Payen estabeleceu-se por sua própria conta. Abriu sua fábrica, independente da de seu pai, com quem havia trabalhado até então. No entanto, ao contrário de seu talento como ourives, ele é um mau administrador e esbanja o dote de sua esposa. Este, que chegava a 40 mil francos na época do casamento em 1861, foi entregue a um notário de Genebra em maio de 1862, mas não existia mais após dez anos. Eles tentam ter filhos, sem sucesso.